# روبرت بيرديلا
روبرت اندرو بيرديلا (بالإنجليزية:Robert Berdella)(31 يناير 1949-8 أكتوبر 1992)، قاتل أمريكي متسلسل، اختطف واغتصب وعذب وقتل ستة شبان على الأقل بعد أن أجبر ضحاياه على تحمل فترات تصل إلى ستة أسابيع في الأسر. وقعت جرائمه في مدينة كانساس سيتي بولاية ميزوري بين عام 1984 و1987.
وصف بيرديلا جرائم القتل التي ارتكبها بأنها "بعض أحلك خيالاتي التي أصبحت واقعية"،  اعترف بيرديلا بالذنب وحُكم عليه بالسجن المؤبد دون إمكانية الإفراج المشروط عن جريمة قتل من الدرجة الأولى ارتكبها في أغسطس 1988 لأحد ضحاياه وهو الشاب لاري بيرسون، أقر بيرديلا في وقت لاحق بأنه مذنب في تهمة واحدة أخرى وهي جريمة قتل من الدرجة الأولى، وأربع تهم بالقتل من الدرجة الثانية في ديسمبر 1988. توفي في أكتوبر 1992 بنوبة قلبية أثناء سجنه في سجن ولاية ميسوري.
عُرف بيرديلا بلقب (جزار مدينة كانساس) بسبب ممارسته لتشريح جثث ضحاياه على نطاق واسع، والتي كان يتخلص منها بعد ذلك في أكياس القمامة، كما عرف بلقب (الجامع) وهو اسم لفيلم صدر عام 1965، حيث ادعى بيرديلا أن الفيلم كان مصدر إلهام للأوهام التي عززت أسلوبه في العمل، واكتشف المحققون لاحقًا الكثير من الأدلة الداعمة.

## طفولته
ولد روبرت عام 1949 في ولاية أوهايو وتحديدا في كوياهوغا فولز، وكان والده يعمل في شركة فورد للسيارات أما والدته فكانت ربة منزل، نشأ روبرت كاثوليكيا وعندما بلغ سن الخامسة أصيب بقصر نظر شديد أدى إلى ارتداءه نظارات ذات عدسات سميكة وعندما بلغ سن السابعة ولد أخاه دانييل، تعرض روبرت للتنمر من قبل الطلاب الآخرين في المدرسة بسبب نظاراته وأساتذته كانوا يقولون انه من الصعب تعليمه لكن روبرت كان يبلي جيدا في الدراسة، وعندما وصل إلى سن 16 عاما توفي والده بسبب سكتة قلبية بعمر 39 عاما وبعد وفاة الأب بفترة قصيرة تزوجت والدته برجل آخر أدى ذلك إلى استياء روبرت وتوقف عن الذهاب إلى الكنيسة، وفي هذه الفترة كان روبرت يعمل في مطعم وقدم إلى والدته وهو يشتكي من تحرش أحد الموظفين الذين يعملون في نفس المطعم لكن الأم لم تهتم، كان روبرت يستمتع بقراءة كتاب لجون فاولز عن المجرمين بعنوان (جامع الفراشات) وتأثر روبرت بشخصية المجرم الذي كان يحبس الفتيات الصغيرات في القبو ويعذبهن.

## دراسته
في عام 1967 التحق روبرت بمعهد كانساس سيتي للفنون آملا في أن يصبح أستاذا ولكنه عمل هناك طاهيا وخلال هذه الفترة قام روبرت بتعذيب الحيوانات بأشنع الطرق فقد قام بتعذيب ديك ودجاجة، وفي سن ال19 القي القبض عليه بتهمة حيازة عقاقير الهلوسة والماريجوانا ولكن أطلق سراحه بعد خمسة أيام بسبب عدم كفاية الأدلة، وفي عام 1969 تم طردة من معهد الفنون بعد أن قام بتعذيب كلب عن طريق حقنه بالمخدرات ثم الاعتداء عليه وقتله، وعندما سأل عن ذلك أجاب بأنه نوع من أنواع الفنون، بعد ذلك أصبح روبرت طاه ناجحا بدوام كامل وكان عضوا في جمعية الطهاة المحلية وساعد في إنشاء برنامج لتدريب الطهاة الموهوبين لكن عندما بلغ سن ال32 استقال من عمله وقام بافتتاح متجره الخاص لبيع التحف وأصبح متقبلا لميوله الشاذة وبدأ علاقة مع شخص فيتنامي لكنها لم تستمر طويلا ثم بعد ذلك بدأ روبرت بالذهاب إلى حانات المثليين وقضاء الوقت معهم ومعاشرتهم.

## بداية القتل
في يوليو 1984 بدأ روبرت بالقتل، وأول الضحايا كان أحد أصدقائه ويدعى جيري هاول فقد قام بتخديره ووضعه في قبو المنزل وتعذيبه واغتصابه العديد من المرات ثم بعد ذلك توفي مختنقا بسبب انخفاض نسبة الأكسجين في جسمه وارتفاع تركيز ثاني أكسيد الكربون، وفي أبريل 1985أتى أحد الأشخاص ويدعى روبرت شيلدون لقضاء بضعة أيام مع روبرت في منزلة لكنه سرعان ما وجد نفسه في قبو المنزل وأيضا تم تخديره لكن روبرت قام بتغيير رأيه بشأن قتله وقرر انه سوف يأخذه إلى الطبيب لمعالجته من آثار الإصابة لكن ذلك لم يتم حيث أن روبرت قام بتغيير رأيه للمرة الثانية وقرر انه سوف يقوم بسجنه في القبو كما فعل بجيري من قبله، في 15 من أبريل جاء عامل للقيام ببعض الأعمال في منزل روبرت مما أجبر روبرت على أن يقوم بخنق روبرت شيلدون حتى لا يقوم بالصراخ ويسمعه العامل، وفي يونيو التالي وجد روبرت في مرآب منزله شخصا يختبئ من العاصفة علم انه مارك والاس الذي قام بمساعدته في بعض الأعمال في فناء منزلة فقام روبرت بدعوته إلى داخل المنزل ولم يتردد مارك في قبول الدعوة وبالطبع فقد تم تخديره وحبسه في قبو المنزل وتعذيبه وقتله مثل الضحايا السابقة، وفي سبتمبر ذهب روبرت إلى حانة للمثليين وتعرف على جيمس فيريس وقام بدعوته إلى منزلة وعندما وصل إلى هناك قام بحبسه في قبو منزلة وقتله بعد أسابيع من التعذيب.
في يونيو 1986 استدرج روبرت إلى منزله شخصا لم يمض على معرفته به وقتا طويلا يدعى تود ستوبس وهو مثلي الميول وقام بحبسه وتعذيبه لمدة 6 أسابيع قبل أن يقوم بقتلة، وفي السنة التي بعدها قام روبرت بدفع كفالة لشخص يدعى لاري بيارسون وإخراجه من السجن وحبسه في قبو منزله ومن ثم قتله بعد 6 أسابيع، في مارس 1988 قام روبرت باختطاف آخر الضحايا وهو شخص يدعى كريس بريسون ووضعه في قبو منزلة تماما كما فعل في الضحايا السابقين لكن كريس استطاع فك قيده والهرب عبر القفز من نافذة الطابق الثاني وذهب لمنزل أحد الجيران وهو عاري من الملابس كان عليه فقط طوق كلب مربوط على عنقه وقاموا بالاتصال بالشرطة وألقي القبض على روبرت في 2 أبريل ووجدت الشرطة في منزل روبرت الصور والسجلات الخاصة بالضحايا فطلب روبرت من الشرطة أن يبرم معهم اتفاقا وهو أن يقوم باعتراف كامل بتفاصيل جريمته بشرط أن لا يقوموا بقتلة.
1988 وبحلول ذلك الوقت كان قد اختطف وعذب ما لا يقل عن 6 شبان ووجهت له اتهامات من قبل مركز شرطة ولاية كنساس بشأن اختفاء اثنان آخران، روبرت كان يحتفظ بالكثير من الصور والسجلات التي قام بتصويرها للضحايا مفصلا فيها طرق التعذيب لكل واحد منهم وقامت إدارة مركز شرطة كنساس بالتحفظ على الكثير من الصور وكان روبرت يدعي انه كان يحاول مساعدة بعض ضحاياه من خلال منحهم المضادات الحيوية بعد تعذيبهم، تنوعت أساليب تعذيب الضحايا منها الصعق بالكهرباء وثقب الشرج ومحاولته لإصابتهم بالعمى وحتى حقن الحبال الصوتية بسائل يستعمل لفتح مجاري التصريف المسدودة، وقد حاول اقتلاع عين أحد الضحايا ليرى ماذا سيحدث له، قام روبرت بدفن جماجم اثنان من الضحايا في الفناء الخلفي لمنزلة وتم استخراج واحدة منهم وأيضا هناك خزانة في الطابق الثاني في منزله وجد بها أسنان للضحايا محفوظة في ظرف وجميع جثث الضحايا تم تجميعها في أكياس القمامة وبعد ذلك أخذت إلى مكب النفايات ولم يتم البحث عنها.
جميع ضحايا روبرت كانوا رجال وتتراوح أعمارهم مابين 18 إلى 25 سنة منهم كان على معرفة بهم قبل الخطف والقتل في حين واحد فقط وهو مارك والاس لم يكن يعرفه جيدا، وقال روبرت انه بعدما يستدرج ضحاياه إلى منزله يقوم بحبسهم بمنزلة لمدة تمتد لعدة أسابيع وتعذيبهم واغتصابهم وتوثيق العملية بالكاميرا والاحتفاظ بها وأضاف انه كان يعطي الضحايا المضادات الحيوية بعد تعذيبهم ليعيشوا أطول فترة ممكنة ويتمكن من تعذيبهم لفترة أطول وفي بعض الأحيان يأخذ الضحية إلى حوض مليء بالماء ويقوم بتنظيفهم من الدماء ثم يقوم بتقطيع أجسادهم باستخدام سكين المطبخ أو منشار ووضعها في أكياس القمامة ثم يأخذها عمال النظافة إلى المكب وفي بعض الأحيان يقوم روبرت بالاحتفاظ ببعض أجزاء جسم الضحية مثل الرأس كمكافأة له ويقوم بدفنها في الفناء الخلفي لمنزلة.
قبل بضعة أيام من اعتقال روبرت كان في أحد الحانات مخمورا جدا لدرجة انه لا يستطيع القيادة فقام بعض الأشخاص بتوصيلة لمنزله وفي طريق العودة كان روبرت يقول لهم عن كتاب (جامع الفراشات) وكيف انه متأثر بشخصية المجرم جدا لدرجة أنه قام بتعذيب أشخاص في قبو منزله لكن هؤلاء الأشخاص لم يصدقوه ولا حتى أخذوه على محمل الجد وذلك بسبب انه كان في حالة سكر شديدة واعتقدوا انه قام بتخيل الأشياء والهذيان.

## الضحايا
1-جيري هويل يبلغ من العمر 20عاما، تم اختطافه في 5 يوليو 1984 : كان يعرف روبرت منذ 5 سنوات ولقي حتفه خنقا بعد حبسه ب 28 ساعة وبعد اعتداءات جنسية متكررة.
2-روبرت شيلدون يبلغ من العمر 18 عاما، تم اختطافه في 12 أبريل 1985: توفي في 15 أبريل اختناقا نتيجة تعرضه لصعق كهربائي.
3-مارك والاس يبلغ من العمر 20 عاما، تم اختطافه في 22 يونيو 1985: أكتشفه بالصدفة يختبئ من عاصفة رعدية في مرآب منزلة توفي في 23 يونيو بسبب نقص الأكسجين وزيادة في جرعة الأدوية المحقونة في جسده من قبل روبرت.
4-والتر جيمس فيريس يبلغ من العمر 25 عاما، تم اختطافه في26 سبتمبر 1985: ذكر روبرت إن والتر هو الضحية الأولى التي قام بتعذيبها حتى الموت عمدا وأشار روبيرت ان والتر أصيب بالهذيان إثناء فترة احتجازه نتيجة التعذيب والأدوية التي كان يعطيها له، وجدت الشرطة في السجلات التي كان يدون بها روبرت تفاصيل تعذيب الضحية لكن مع جملة (وقف المشروع)!
5-تود ستوبس يبلغ من العمر 21 عاما، تم اختطافه في 17 يونيو 1986: كان روبرت محبط جنسيا منه فقام بتعذيبه حتى مات وشملت الصعق الكهربائي باستخدام أداة الملوق ووضعها في جفنه في محاولة فاشلة منه لإفقاده البصر توفي في1 يوليو نتيجة للإصابات الغير معدودة التي سببها له التعدي المتكرر ومنها تمزق بالمستقيم حتى أصبح ينزف بغزارة وأجبره روبرت على تناول مضادات حيوية حيوانية.
6-لاري واين بيرسون يبلغ من العمر 20 عاما، تم اختطافه في 23 يونيو 1987 : قتل في 5 أغسطس خنقا بعد 6 أسابيع من احتجازه وشملت طرق التعذيب وضعة في بانيو وربط معصمه بسلك وكان ينوي إتلاف أعصابة حتى الموت واحتفظ روبرت برأس الضحية وقام بدفنه في فناء منزله.

## وفاته
توفي روبرت في عام 1992 عن عمر يناهز 43 سنه جراء إصابته بسكتة قلبية بعد كتابته رسالة إلى الوزير يشتكي سوء معاملة مسئولي السجن في سجن جيفرسون حيث أنهم لم يعطوه الدواء الخاص بالقلب.

## في وسائل الإعلام
قامت فرقة ماكابر (بالإنجليزية MACABRE) بكتابة أغنية تدعى (دايري اوف تورتشر) في ألبوم مردر ميتال وكانت تتحدث عن روبرت بيرديلا وتفاصيل الاختطاف والتعذيب والقتل.